# Navbahor Namangan
Navbahor Namangan (russisch Фк «Навбахор» Наманган) ist ein Fußballklub in der usbekischen Stadt Namangan. Der Verein spielt derzeit in der höchsten Spielklasse von Usbekistan, der Usbekischen Profi-Fußballliga. Gegründet wurde der Verein 1978. National konnte der Verein bisher 1-mal die Meisterschaft und 3-mal den Pokal gewinnen. Der größte internationale Erfolg war das Erreichen des Halbfinales im Wettbewerb des Pokals der Pokalsieger Asiens 1999/2000.

## Vereinserfolge

### National
- Usbekischer Meister: 1996[1]

- Usbekischer Pokalsieger: 1992, 1995, 1998
- Usbekischer Pokalfinalist: 2024

- Usbekischer Supercupsieger: 1999

### Kontinental
- Asienpokal der Pokalsieger: 1999/2000 (Halbfinale)

## Stadion
Seine Heimspiele trägt der Verein im Markaziy Stadion aus. 

## Logohistorie

Früheres Logo